# کول‌بر

محدوده فعالیت کولبرها

کول‌بَرها کارگرانی هستند که برای کسب درآمد به حمل‌ونقل کالا بین دو طرف خط مرزی مبادرت می‌ورزند. از آنجایی که کولبری اغلب قانونی تلقی نمی‌شود، این کارگران از مزایای کار ازقبیل بیمه، برنامه بازنشستگی و غیره محروم هستند. در میانِ کولبرها، جوانانی با تحصیلات عالیه نیز وجود دارند که به دلیل معضل بیکاری، ناچار به کولبری شده‌اند. آشفتگی و عدم وجود نظارت و رویه‌های قانونی برای بازرگانی مرزی از دیگر علل مهم وجود این آسیب اجتماعی قلمداد می‌شود. همه کسانی که توانایی حمل بار را دارند، از نوجوانان تا مردان بالغ و حتی سالمندان در میان کولبران وجود دارند. بیشتر کالاهای جابجا شده توسط کولبران را تلویزیون، کولر، بخاری، سیگار، لاستیک، پوشاک و منسوجات تشکیل می‌دهد. کولبری پیشه‌ای خطرناک است و سالانه کولبران بسیاری بر اثر سرما، سقوط از کوه یا به سبب تیراندازی نیروهای مرزی جان خود را از دست می‌دهند.
کول‌بران بیشتر در استان‌های آذربایجان غربی، کردستان، کرمانشاه و ایلام مشغول به کار هستند. به نوشته ایسنا کولبران به خاطر بیکاری و از روی ناچاری و در قبال دستمزد ناچیز اقدام به عبور از مرز و حمل و ورود کالای خارجی می‌کنند. روزنامه همشهری می‌نویسد کول‌بران به دلیل نبود کار مناسب که درآمد آن برابر کول‌بری باشد به این کار روی آورده‌اند. درآمد هر کول‌بر ماهیانه به‌طور متوسطی ۵ میلیون تومان گزارش شده است.
کالای مورد نظر که بدون پرداخت عوارض طبق تعریف قانون قاچاق محسوب می‌شود، بر روی پشت کول‌بران یا از طریق حمل با حیوان بارکش از مناطق صعب‌العبور مرزی به داخل شهرها و روستاهای مرزی انتقال داده می‌شود. بیشتر این اجناس تلویزیون، کولر، بخاری، سیگار، لاستیک خوردرو، مشروبات الکلی، اسلحه، پوشاک و منسوجات می‌باشند. کول‌بری در استان‌های مرزی بیشتر رواج دارد و جزو یکی از خطرناک‌ترین کارها در ایران محسوب می‌شود. کول‌بران را هم جوانان و هم افراد میانسال تشکیل می‌دهند که فقط برای امرار معاش روزانه خود روی به این شغل خطرناک آورده‌اند. بازه سنی این کارگران مرزی بین ۱۳ الی ۶۰ سال است.
هزاران نفر از کول‌بران جان خود را در مرزهای ایران از دست داده‌اند. بیشتر آن‌ها در حین گذر از مرز بدون اخطار قبلی هدف تیراندازی نیروهای مرزی قرار می‌گیرند. بیشترین آمار کشته‌شدگان کول‌بر به شهرهای پاوه، گیلانغرب، قصرشیرین مریوان، سردشت، اشنویه، بانه، نوسود پیرانشهر بوکان و کرمانشاه تعلق دارد.
بر اساس آمارهای غیررسمی در سال ۱۳۹۹، تعداد کول‌بران در استان‌های مرزی کشور به نزدیک ۴۰ هزار نفر می‌رسد.

## دید کلی
مقایسهٔ شاخص‌های توسعه اقتصادی استان‌های مرزی با دیگر مناطق کشور، به دلیل فراهم نبودن زیرساخت‌ها و عدم توسعه صنعتی این مناطق باعث روی آوردن مردم به این شغل پر مخاطره شده است. یکی از عوامل اصلی گسترش این عمل خطرناک، نبودنِ فرصت‌های شغلی، همچنین نبود کار سیستم سرمایه‌گذاری در شهرهای مرزی به‌خصوص استان کردستان به دلیل قرار نداشتن در طرح‌های عمرانی است که باعث سیل عظیم هجوم کارگران به سوی کول‌بری شده است.

## اقتصاد استان‌های مرزی
اکثر شهرهای کردنشین مرزی برخلاف دیگر مناطق کشور از توسعه اقتصادی کمتری برخوردار هستند. برای مثال مرز کیله در شهرستان سردشت رسمی نبوده و درآمد زایی از این مرز غیرممکن است. مقایسهٔ شاخص‌های توسعه اقتصادی شهرهای مرزی با دیگر مناطق کشور، از وجود نابرابری در امر سرمایه‌گذاری و توجه دولت به این مناطق حکایت دارد. برای مثال استان‌های مرزی در شاخص‌های مختلف اقتصادی، اجتماعی و فرهنگی در رده‌های آخر استان‌های کشور قرار دارند. به عنوان یک شاخص کلیدی می‌توان به درآمد سرانه اشاره کرد، که به عنوان مثال بر اساس نتایج حساب‌های منطقه‌ای سال ۱۳۸۵ میزان درآمد سرانه استان کردستان برابر ۱۵٬۷۰۰٬۰۰۰ ریال (یک میلیون و پانصد و هفتاد هزار تومان) در سال بوده، در حالی که میانگین کشوری آن حدود ۳۸٬۸۰۰٫۰۰۰ ریال (سه میلیون و سیصد و هشتاد هزار تومان) است. بر این اساس درآمد سرانه استان تنها حدود ۴/۴۶ درصد درآمد سرانه میانگین کشوری است و از حیث این شاخص، استان رتبه ۲۹ را در کل کشور به خود اختصاص داده است از طرف دیگر سهم استان کردستان از کل تولید ناخالص داخلی کشور در سال ۱۳۸۵ تنها حدود ۹۵/۰ درصد یعنی کمتر از یک درصد بوده است، و از این لحاظ حائز رتبه ۲۳ در کل کشور است. به عنوان مثال بر اساس آمارها، استان کردستان در پایان سال ۱۳۸۸ حدود ۲۷ درصد از راه‌های اصلی و فرعی و روستایی برخوردار بوده است که میانگین کشوری از نظر برخورداری از این لحاظ، برابر با ۵۶ درصد بوده، که از این حیث استان کردستان رتبه ۲۰ را در کل کشور به خود اختصاص داده است.

## زنان کول‌بر
در سال‌های اواخر دههٔ ۱۳۹۰ خورشیدی، کول‌بری در میان زنان کردستان رواج زیادی پیدا کرده است. ۲۱ مهر ۱۳۹۸ هلاله امینی نمایندهٔ استان کردستان در شورای عالی استان‌ها از در نطق پیش از دستور خود در جلسهٔ این شورا ضمن انتقاد از بی‌عدالتی در توزیع امکانات و فقر مُطلق در کردستان، اعلام کرد که شمار زنان کول‌بر در حال افزایش است. همچنین سرویس اجتماعی روزنامهٔ همشهری با چاپ مقاله‌ای در ۲ بهمن ۱۳۹۸ از افزایش شمار زنان کول‌بر خبر داد.

## دیدگاه‌های مختلف در مورد کول‌بران
اولین نکته‌ای که در تحلیل قاچاق کول‌بران بایستی بدان پرداخته شود جنبهٔ فرهنگی این مسئله است، بدین معنی که درک و تعریف بسیاری از مردم مناطق مرزی که کول‌بران نیز بخشی از آن‌ها هستند از قاچاق و مرز تا حد زیادی با تعریف قانونی آن متفاوت است و درک و ذهنیت مشترکی در این زمینه موجود نیست؛ کول‌بران در شهرهای مرزی به عنوان افرادی شریف و زحمت کش که در پی کسب روزی و معیشت حلال هستند مورد تقدیر مردم قرار می‌گیرند. فقدان ذهنیت و تعریف مشترک میان مردم و قانون ناشی از سلطهٔ نگرش اقتصادی بر نگرش قانونی از سوی مردم منطقه و سلطهٔ نگرش امنیتی بر نگرش اقتصادی از سوی دولت در شهرهای مرزی است.
در گزارش احمد شهید دربارهٔ حقوق بشر نیز به این موضوع پرداخته شده و از آن با عبارت «کشتار سیستماتیک کول‌بران و کاسب‌کاران کُرد ساکن در مناطق مرزی» یاد شده است؛ بنابراین گزارش جرم کول‌بران که از طریق قاچاق محموله‌هایی نظیر چای، تنباکو و بنزین از مرز، امرار معاش می‌کنند، ماه‌ها زندان یا معادل ارزش کالاهاست. در این گزارش آمده است که مأموران مرزی ایران یک‌سره به کول‌بران تیراندازی می‌کنند و سالانه ده‌ها تن از آنان را می‌کشند یا مجروح می‌کنند.

### آمار کول‌بران تا اسفند ۱۳۹۵ و ریشهٔ کول‌بری
آمار اعلام شدهٔ کول‌بران کردستان و آذربایجان غربی و سیستان و بلوچستان تا اسفند ۱۳۹۵ توسط پایگاه‌های خبری جمهوری اسلامی ایران همچون سلامت نیوز و روزنامهٔ وقایع اتفاقیه، عبارت است از ۴۰ هزار نفر که سال‌هاست جان خود را در کف دست می‌گذارند تا نانی برای معیشت خود به دست آورند. طبق آخرین خبرها تا اسفند ۱۳۹۵ کول‌بری از اساس در استان کردستان جریان دارد که به دلیل نابرابر بودن این استان در سرمایه‌گذاری و کم توجهی دولتی به این استان از فقر بیشتری رنج می‌برد. استان کردستان از نظر توسعهٔ اقتصادی و فرهنگی در رده‌های آخر استانهای کشور قراردارد. درآمد سرانه در این استان حدود ۴٫۴۶ درصد درآمد سرانهٔ میانگین کشوری است. در سال ۱۳۹۳ سهم کردستان از تولید ناخالص داخلی ۰٫۹۵ و به عبارت دیگر کمتر از یک درصد بوده و رتبهٔ کردستان از این نظر در کل کشور ۲۳ است.
بیش از بیست درصد مردم که توان کار دارند بیکارند و این بیکاری عامل اصلی گرایش بیکاران و محرومان به کول‌بری است. حتی افرادی با مدارک بالا به‌خاطر بیکاری به کولبری می‌پردازند. این باعث شده است که بسیاری از محققان ریشهٔ کول‌بری را فقر بدانند. دولت هم به جای ایجاد کار برای این افراد از شلیک نیروهای مرزبانی چشم پوشی می‌کند و به راحتی از این مسئله می‌گذرد.

### طرح در مجلس
بسیاری از کول‌بران در مسیر حمل کالا از مرز، علاوه بر این که گرفتار بهمن می‌شوند یا در اثر پرتاب از صخره‌ها و غرق شدن در رودخانه کشته می‌شوند توسط نیروهای انتظامی مورد اصابت گلوله قرار می‌گیرند و کشته می‌شوند. این موضوع در مجلس شورای اسلامی نیز توسط نمایندهٔ سردشت و پیرانشهر بنام رسول خضری در ۲۲ اسفند ۱۳۹۵ بیان شد که کول‌بران در مرزها به علت شلیک گلوله توسط هنگ مرزی و نیروی انتظامی جان می‌بازند و به‌دنبال آن خانواده‌های داغدارشان سرپرست و نان‌آور خود را از دست می‌دهند و همچنین این امر باعث نارضایتی عمومی در سطح منطقه می‌گردد. این موضوع نیز در مجلس مطرح شد که نباید به کول‌بران شلیک کرد بلکه چنانچه کولبری جرم محسوب می‌شود باید حداکثر بازداشت شوند و در دادگاه به اتهام آنان پرداخته شود.

## حوادث کول‌بران

### سال ۱۳۹۰
در ۲۸ دسامبر ۲۰۱۱ (۷ دی ۱۳۹۰) طی عملیات نیروی هوایی ارتش ترکیه در روستای اولودرهٔ استان شرناق در جنوب خاوری آن کشور، ۳۵ نفر که همگی از کُردهای محلی غیرمسلح و اغلب نوجوان و جوان بودند کشته شدند. جان‌باختگان برای امرار معاش از عراق سیگار و شکر قاچاق می‌کردند.؛ یکی از اهالی روستای ارتاسو که شاهد عینی این حمله بود در گفتگو با شبکه تلویزیونی الجزیره گفت: «غیرممکن است که کشتن این افراد به اشتباه صورت گرفته باشد. سربازان ارتش در فاصله ۱۵۰ متری محل حمله قرار داشتند و از ارتفاعات همه چیز را مشاهده می‌کردند.» در سال ۲۰۱۷ و مصادف با چهارمین سالگرد این واقعه نیز دولت نماد و مجسمه کشتار روبوسکی را که در میدان روژآوای دیاربکر بود، از بین برد. نماد روبوسکی در ۳۰ دسامبر ۲۰۱۳ توسط شهرداری دیاربکر در این پارک نصب شده بود.

### سال ۱۳۹۱
براساس گزارش منتشر شده در سال ۱۳۹۱، آمار حوادث یکسال کول‌بران ۷۴ مورد مرگ و ۷۶ مورد مجروح‌شدن بوده است. از این تعداد ۷۰ نفر با شلیک نیروهای انتظامی کشته شده‌اند و ۴ نفر بر اثر سرما یا انفجار مین یا سایر حوادث جان خود را از دست دادند.

### سال ۱۳۹۵
در سال ۱۳۹۵ تعداد ۱۵۴ کول‌بر در حوادث مختلف تیراندازی، انفجار مین، سرما، تعقیب و گریز کشته یا زخمی شدند. همچنین آمار اعلام شدهٔ کول‌بران کشته‌شده با شلیک نیروهای مرزبانی از ابتدای روی کار آمدن دولت اول حسن روحانی تا فروردین آن‌سال ۲۱۲ نفر اعلام شد. سن این افراد بین سال‌های ۱۳ تا ۷۰ ساله اعلام شده و گفته می‌شود بعضی از کول‌برها زیر فشارهای وارده، به‌ویژه آنگاه که کالاهایشان به دست نیروهای مرزبانی ضبط شده خودکشی کرده‌اند.
در شهر سردشت همه ساله کول‌بران زیادی اکثراً به دلیل شلیک نیروهای مرزبانی، افتادن از کوه، سرما و ریزش بهمن جان خود را از دست می‌دهند. در ۹ بهمن ۱۳۹۵ در نتیجه ریزش بهمن در حوالی روستای «بیوران علیا» در ۱۰ کیلومتری شهر سردشت، ۱۶ کولبر زیر برف ماندند. این حادثه منجر به جان باختن ۴ تن از کول‌بران و وارد آمدن جراحات و آسیب‌هایی به‌شماری دیگر از آنان شد. کشته شدگان علی محمدنژاد ۱۸ساله، شیرزاد عبداللهی ۲۷ ساله اهل سردشت، هیوا ابراهیمی‌نیا ۲۲ ساله اهل بانه و محمد حمزه‌زاده ۲۱ ساله اهل مهاباد هستند. در نیمه اسفند ۱۳۹۵ بر اثر سرمای شدید پنج کول‌بر سردشتی در منطقه روستای بیوران دچار سرمازدگی شدند. یکی از این کول‌بران که جوانی ۱۸ ساله بود جان خود را از دست داد.

### سال ۱۳۹۶
روز شنبه ۵ فروردین ماه ۱۳۹۶، دو کول‌بر در منطقه مرزی «شیخ سیله» از توابع منطقه «تازه آوا» در ثلاث باوه جانی، بر اثر شلیک مستقیم نیروهای هنگ مرزی و انتظامی این شهرستان به شدت مجروح شدند. هویت یکی از کول‌بران «ولی رمضانی» اعلام شد. غروب روز جمعه ۱۱ فروردین ماه ۱۳۹۶، یک کول‌بر کُرد بنام عبدالله از اهالی روستای «کوربناو» سردشت، بر اثر سقوط از ارتفاعات در مرز «بیتوش» این شهرستان جان باخت. وی ۶۵ ساله بود. شامگاه ۱۹ فروردین ۱۳۹۶ یک شهروند کُرد به دنبال کمین و شلیک نیروهای هنگ مرزی جمهوری اسلامی ایران در منطقهٔ مرزی سردشت به شدت مصدوم گردید. هویت کول‌بر زخمی شده «رزگار» اهل روستای «کوسه‌له» اعلام شده است. روز چهارشنبه ۲۳ فروردین ۱۳۹۶ یک کول‌برکرد در مناطق مرزی شهرستان بانه، به علت شلیک مستقیم نیروهای انتظامی جمهوری اسلامی ایران کشته شد. هویت این کول‌بر «آزاد محمودی»، اعلام شده است. سحرگاه روز ۲۴ فروردین ۱۳۹۶ دو کول‌بر پس از اصابت گلوله نیروی انتظامی، در سقز و بانه جان باختند. اسامی افراد کشته شده عطا حسینی و آزاد محمودی است. روز شنبه ۲۶ فروردین ۱۳۹۶ نیروهای انتظامی جمهوری اسلامی ایران به تجمع کول‌بران در منطقه «هوردران» از توابع شهرستان سردشت هجوم بردند که طی آن حداقل ۴ نفر کشته و زخمی شده‌اند. هویت یکی از کول‌بران کشته شده «احمد مام قادری» است که به علت شدت جراحات وارده جان خود را از دست داد. سحرگاه روز دوشنبه ۲۸ فروردین ۱۳۹۶ یک کول‌بر۲۰ ساله کُرد به نام «نظیر ادراک» که برای تأمین معاش روزانه روانه نقاط مرزی پاوه شده بود به علت سقوط از ارتفاعات در گردنه «تته» واقع در میان مریوان و پاوه جان خود را از دست داد. روز سه‌شنبه ۲۹ فروردین ۱۳۹۶، یک جوان کرد ۳۵ ساله به نام حسن مام رسولی بر اثر انفجار مین در روستای «مه‌زرا» از توابع شهرستان سردشت مجروح شد و از ناحیه چشم نقص عضو شد.
در ۱۳ تیر ۱۳۹۶ یک کولبر نوجوان به نام «برهان علم‌هولو» در یکی از مناطق مرزی ماکو توسط نیروهای نظامی ایران کشته شد.
در هفتهٔ دوم مرداد ۱۳۹۶ در پی آتش گشودن نیروهای انتظامی در اشنویه دو کولبر کشته شدند. همچنین در پی شلیک مستقیم نیروهای هنگ مرزی در ارومیه یک کولبر زخمی شد. دو کولبر کشته شده عزالدین خالدی و فرجاد جسیمی نام داشتند. اجناس ده‌ها کولبر نیز در مناطق مرزی مصادره شد. روز دوشنبه ۳۰ مرداد نیز در پی شلیک مستقیم نیروهای پاسگاه میل ۳۷ هنگ مرزی بازرگان، یک کولبر نوجوان به نام «وحید دولتخواه جنکانلو» در روستای «یاریم قیه علیا» از توابع ماکو مجروح شد که به علت شدت جراحات پس از چند ساعت در بیمارستان فجر ماکو درگذشت.
در ۹ مرداد ۱۳۹۶ حکومت ایران دستور انسداد معابر غیرمجاز کولبران در ۴ استان مرزی آذربایجان غربی، کردستان، کرمانشاه و سیستان و بلوچستان را صادر کرد. هیئت دولت آیین‌نامه‌ای تحت عنوان «ساماندهی مبادله در بازارچه‌های غیررسمی موقت مرزی» را ابلاغ نمود که بر اساس آن مدیریت ۸ بازارچه مرزی جدید به گمرک ایران واگذار شد و لذا نیروی انتظامی باید نسبت به انسداد معابر آن اقدام نماید.

### سال ۱۳۹۷
در ۱۲ آبان ۱۳۹۷ نیروهای سپاه پاسداران در مرز شیخ صله ثلاث باباجانی به سوی دسته‌ای از کولبران آتش کشودند که در نتیجه یک کولبر به‌نام برومند (بروومه‌ن) بهرامی کشته و دو کولبر دیگر زخمی شدند. یکی از مجروحان به‌نام هوشیار نمامی چند روز بعد به دلیل شدت جراحات جان سپرد.

### سال ۱۳۹۸
در روزهای پایانی آذر ۹۸، خبر مفقود شدن دو کولبر در ارتفاعات ژالانهٔ کردستان رسانه‌ای شد. آزاد خسروی ۱۷ ساله و فرهاد خسروی ۱۴ ساله دو برادر کولبر، اهل روستای نِی در شهرستان مریوان بودند. جسد آزاد، در ۲۶ آذر در حالی پیدا شد که بر اثر سرمازدگی شدید جانش را از دست داده‌بود. سه روز بعد، با کمک صدها نفر از مردم محلی، جنازهٔ فرهاد خسروی که بر اثر یخ‌زدگی جان باخته بود، در نزدیکی جادهٔ اصلی پیدا شد. به‌نظر می‌رسد پس از آن‌که دو برادر گرفتار بوران شدید و بهمن شدند و راه‌شان را گم کردند، فرهاد به دنبال کمک به آنجا رفته‌بود. براساس گزارش منابع محلی کُت فرهاد بر روی پیکر بی‌جان آزاد قرار داشته و جسد خودش در محلی یافت شد که مسافت کمی مانده بود تا به جاده و شهر مریوان برسد. در مراسم تشییع جنازهٔ فرهاد خسروی، مشایعت‌کنندگان با شعارهای «جگرمان سوخت، برای نان شهید دادیم» و «مرگ بر دیکتاتور» جسد را بدرقه کردند. عده‌ای از حاضران هم، به نشانهٔ اینکه برادران خسروی در راه یافتن لقمه‌ای نان جان باختند، تکه‌های نان در دست داشتند.

### سال ۱۳۹۹
مانی هاشمی، نوجوان ۱۴ ساله ای بود که برای خرید یک گوشی جهت اجرای نرم‌افزار شاد و ادامه تحصیل از طریق فضای مجازی، اقدام به کولبری کرد اما هنگام فرار از ترس تیراندازی مأموران انتظامی، سقوط کرد و دچار جراحت‌های عمیق در سر و چشم شد. در آن روز او ۶ بسته ۲۵ کیلویی لوبیا به همراه داشت. او در ۲۵ شهریور ۹۹ در یکی از بیمارستان‌های تهران، تحت عمل جراحی چشم قرار گرفت.
در ۲۸ مهر ۹۹ سازمان حقوق بشری هه‌نگاو گزارش داد «امین شمس» که ۲۰ باکس سیگار حمل می‌کرد، در مرز چالدران با هدف ۳ گلوله کشته شد. او که از اهالی روستای ملاحسن شهرستان ماکو بود ۲۱ ساله بود و یک فرزند داشت.
عصر روز ۱۵ آبان ۹۹، نیروهای مرزبانی جمهوری اسلامی در مرزهای چالدران استان آذربایجان غربی به سوی گروهی از کولبران آتش گشودند که منجر به کشته شدن یکی از آنها شد. این کولبر حسن دالایی نام داشت که در هنگام مرگ ۳۸ ساله بود.

### سال ۱۴۰۰
در فروردین ۱۴۰۰ مرزبانان ترکیه دو کولبر ایرانی را مورد آزار شکنجه جسمی و جنسی قرار دادند که به مرگ آن‌ها منجر شد.
در آبان ۱۴۰۰ پس از آن‌که نیروهای هنگ مرزی قاطرهای قرضی یک نوجوان کولبر را به رگبار بستند و کشتند، او خودکشی کرد. سروش رحمانی از اهالی روستای هانی‌گرمله بود و زمانی که در بالکن خانه پدریش خود را حلق‌آویز کرد ۱۵ سال داشت.

## روز کولبر
روز ۱۱ آبان برابر با ۲ نوامبر از طرف بسیاری از کولبران و فعالان مدنی کرد به عنوان روز کولبر شناخته شده است،
براساس آمارهای محلی هر سال در این روز بین ۱۵ تا ۳۰ نفر در مناطق مرزی مختلف کردستان، کرمانشاه و آذربایجان غربی قربانی شلیک مستقیم نیروهای مرزی می‌شوند. نمونه این مورد کشته شدن دوتا جوان به نامهای بروومه‌ند-بهروز بهرامی و هوشیار نمامی می‌باشد که همزمان به وسیلهٔ شلیک مستقیم نیروهای سپاه در مرز قه‌یتول ازگله در شهرستان ثلاث باباجانی جان خود را از دست دادند.

## طرح‌های مطرح‌شده برای حل مسئلهٔ کولبری
بنیاد برکت رویدادی با عنوان «کاک برکت» (اشتغال‌آفرینی برای کولبران استان‌های مرزی) راه اندازی کرده است تا با جمع‌آوری طرح‌های کارآفرینان و ایده‌پردازان اقدام به اشتغال زایی برای کولبران نماید. بدین ترتیب قرار است گردآوری ۳ هزار طرح بر از سوی خود کولبران، جوامع دانشگاهی و کارآفرینان و با مشارکت بنیاد برکت در سه استان کرمانشاه، آذربایجان غربی و کردستان، نزدیک به ۱۰ هزار فرصت شغلی مستقیم و غیرمستقیم ایجاد گردد. گفته شده است اکثر مشاغل ایجاد شده در قالب این رویداد، خرد و خانگی هستند.
در دی ۱۴۰۱ محمدطیب صحرایی استاندار کرمانشاه در هفتمین روز از فعالیتش در دیدار با امام جمعه و روحانیون اهل تسنن شهرستان پاوه مدعی شد که حل مسئلهٔ کولبری را در «اولویت کاری برای مدیریت ارشد استان» قرار داده و ادعا کرد که در رابطه با مسئلهٔ کولبری از قبل بررسی‌ها و مطالعاتی انجام داده و طرح اولیه‌ای برای حل معضلات کولبری تهیه کرده است که می‌خواهد آن را با جدیت اجرا کند.